# 計量器
計量器（けいりょうき）とは、計量法では、計量するための器具・機械・装置を指す。

## 一覧
なお、計量法では「計量」とは、次に掲げるもの（以下「物象の状態の量」と言う）を計ることを指す。
長さ、質量、時間、電流、温度、物質量、光度、角度、立体角、面積、体積、角速度、角加速度、速さ、加速度、周波数、回転速度、波数、密度、力、力のモーメント、圧力、応力、粘度、動粘度、仕事、工率、質量流量、流量、熱量、熱伝導率、比熱容量、エントロピー、電気量、電界の強さ、電圧、起電力、静電容量、磁界の強さ、起磁力、磁束密度、磁束、インダクタンス、電気抵抗、電気のコンダクタンス、インピーダンス、電力、無効電力、皮相電力、電力量、無効電力量、皮相電力量、電磁波の減衰量、電磁波の電力密度、放射強度、光束、輝度、照度、音響パワー、音圧レベル、振動加速度レベル、濃度、中性子放出率、放射能、吸収線量、吸収線量率、カーマ、カーマ率、照射線量、照射線量率、線量当量又は線量当量率、繊度、比重その他の政令で定めるもの。

## 参照項目
- 計測機器の一覧